# Maimuna cariae
Maimuna cariae är en spindelart som beskrevs av Brignoli 1978. Maimuna cariae ingår i släktet Maimuna och familjen trattspindlar.
Artens utbredningsområde är Turkiet. Inga underarter finns listade i Catalogue of Life.